# Porphyrio mantelli
Takahē hay tên đầy đủ chim Takahē Đảo Nam (Porphyrio hochstetteri) là một loài chim bản địa chỉ có ở New Zealand thuộc họ Gà nước. Nó được cho là đã tuyệt chủng sau khi bốn mẫu vật cuối cùng được tìm thấy vào năm 1898. Tuy nhiên, sau những nỗ lực tìm kiếm thì những cá thể đã được phát hiện bởi Geoffrey Orbell gần Hồ Te Anau trong dãu núi Murchison, Đảo Nam, vào ngày 20 tháng 10 năm 1948. Tên khoa học của loài chim này nhằm mục đích kỷ niệm đối với nhà địa chất học người Áo Ferdinand von Hochstetter.

## Phân loại và hệ thống
Một loài có liên quan, chim Takahē Đảo Bắc (P. mantelli) hay được gọi với tên địa phương Moho là đã tuyệt chủng và chỉ được biết đến qua những mảnh xương được tìm thấy. Loài hiện tại đã được giả định là phân loài của mantelli, và thường được đặt trong chi Notornis. Tuy nhiên, nó đã được xác định rằng sự khác biệt giữa hai chi Porphyrio và Notornis không đủ căn cứ để tách các loài làm hai chi, trong khi sự khác biệt giữa hai loài Đảo Bắc và đảo Nam chỉ trong môi trường địa lý khi chúng đã từng di chuyển trong các lần bay từ Đảo Bắc tới khu vực phía Nam.

## Mô tả

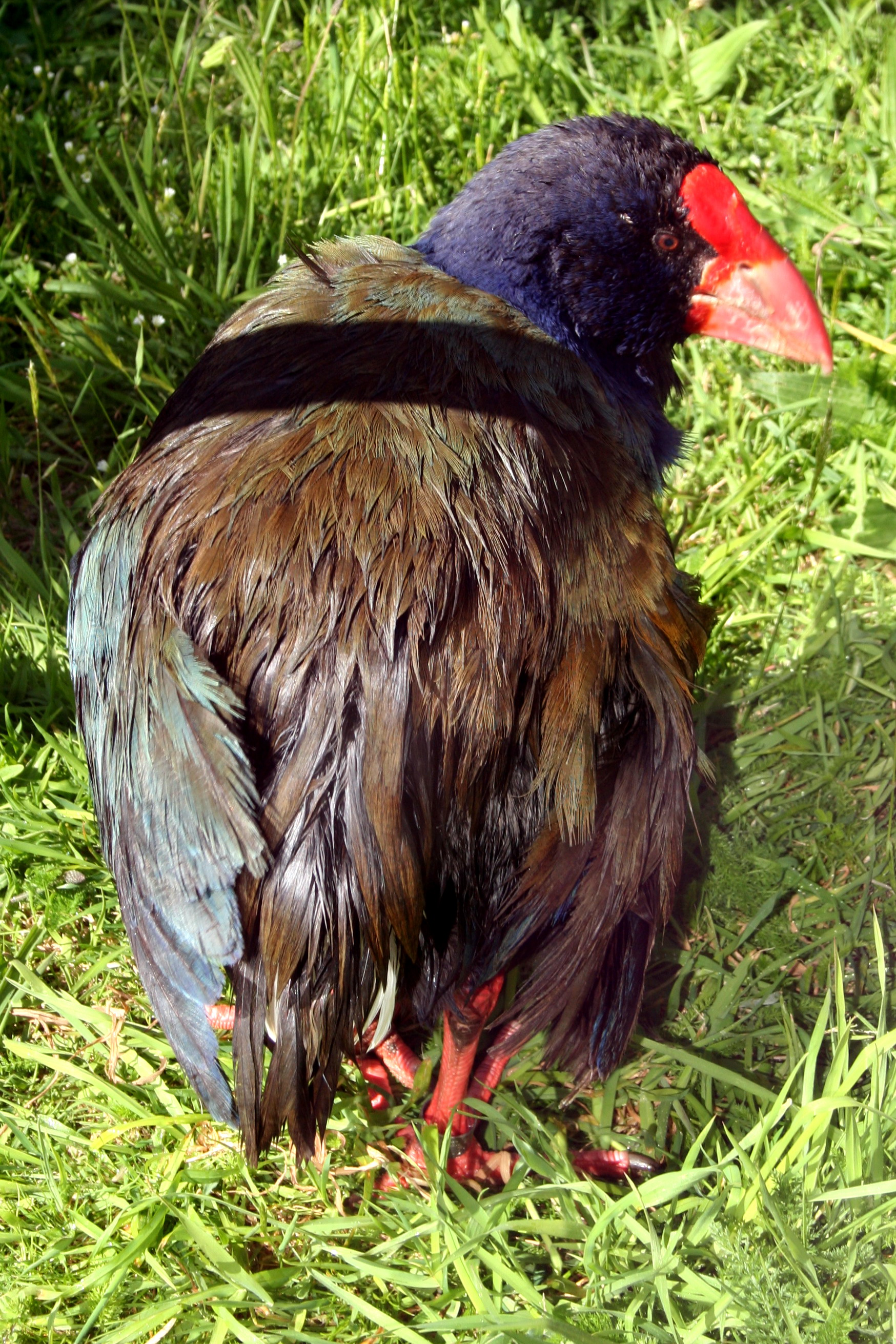
Màu sắc của Takahē trưởng thành chủ yếu là màu tím-xanh và xanh.

Takahē là thành viên lớn nhất còn sống trong gia đình Rallidae. Chiều dài tổng thể trung bình của nó khoảng 63 cm (24,8 in). Cân nặng trung bình từ 1,8-4,2 kg (4-9,2 lbs), trong khi con đực có cân nặng khoảng 2,7 kg (6 lbs) thì con cái nhỏ hơn, khoảng 2,3 kg (5 lb). Chiều cao đứng khoảng 50 cm (20 in). Chúng là một loài chim chắc nịch, cánh ngắn, đôi chân mạnh mẽ và một phần đầu lớn.
Takahē trưởng thành có màu sắc chủ đạo là có màu tím-xanh, cùng phần cánh trong màu xanh nhưng chim non lại có bộ lông màu nâu nhạt. Nó có phần mỏ màu hồng đỏ và màu đỏ ở phía trên (giống như mào). Hai chân có màu hồng. Con cái nhỏ hơn so với con đực. Con non có cái mỏ màu hồng nhạt. Tiếng kêu liên lạc của chúng dễ bị nhầm lẫn với loài chim Weka (Gallirallus australis), nhưng nói chung là có tính cộng hưởng và vang hơn.

## Phân bố và môi trường sống
Các loài vẫn còn hiện diện trong vị trí mà nó được tái phát hiện tại dãy núi Murchison. Số lượng nhỏ cũng đã được chuyển đổi thành công đến năm hòn đảo để tránh loài chim săn mồi bao gồm: Tiritiri Matangi, Kapiti, Maud, Mana và Motutapu. Ngoài ra, số ít chim Takahē đang được bảo vệ trong tình trạng nuôi nhốt tại Te Anau và Trung tâm Động vật hoang dã Mt Bruce. Trong tháng 6 năm 2006, một cặp Takahē đã được chuyển tới dự án phục hồi Maungatautari. Trong tháng 1 năm 2011, hai Takahe đã được thả tại Zealandia, Wellington.
Đầu năm 2013, đã có tổng cộng 263 con trong tự nhiên, cho thấy sự tăng trưởng chậm nhưng ổn định so với vài năm trước.

## Hành vi và sinh thái
Takahē là một loài chim ít vận động hay bay, chúng hiện diện tại các đồng cỏ núi cao. Mặc dù là cư dân bản địa, nhưng khi có sự xuất hiện của con người thì môi trường sống đầm lầy đã bị biến thành đất nông nghiệp, và Takahē đã buộc phải di chuyển tới vùng đồng cỏ núi cao. Nó sinh sống tại các các đồng cỏ cho đến khi có sự xuất hiện của tuyết, thì chúng chuyển xuống đến các khu rừng hoặc cây bụi. Thức ăn của Takahē là cỏ, măng và côn trùng, nhưng chủ yếu là lá của cây Chionochloa tussocks và các loài cỏ núi cao khác nhưng chúng chỉ ăn các phần mềm của cỏ, còn các phần cứng thì bị loại bỏ. Takahē thường có thể được nhìn thấy khi chúng ăn các loại cỏ tuyết (Danthonia flavescens), tham gia vào trận đấu móng vuốt. Một con Takahe đã được ghi nhận đã cho Vịt khoang thiên đường con ăn tại Zealandia. Mặc dù hành vi này là trước đó chưa biết, bởi các loài Pukeko liên quan (trong đó có cả Takahē) thường xuyên ăn trứng và tổ chim non của các loài chim khác.

### Sinh sản

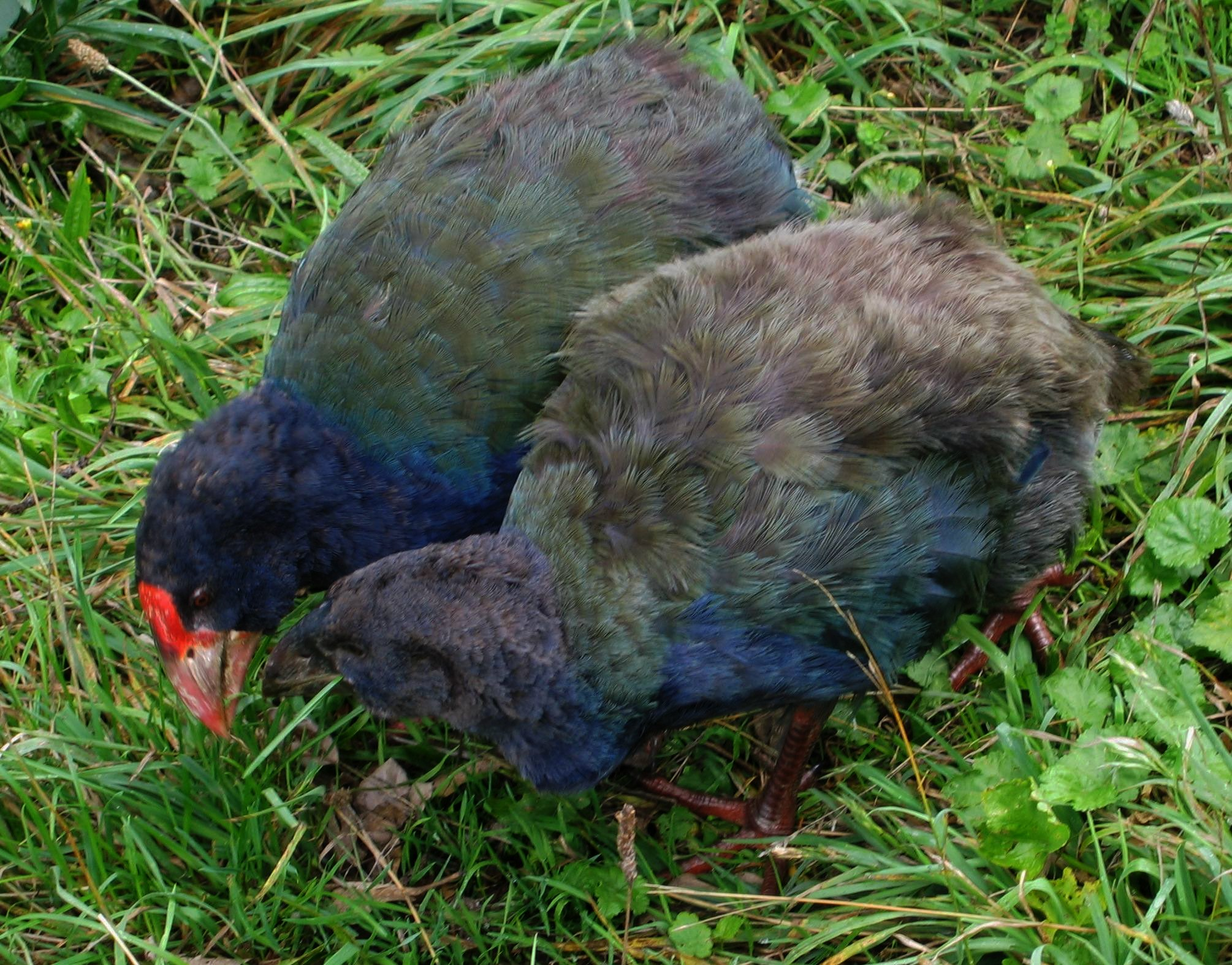
Cặp chim đang ăn.

Takahē là loài chim sống một con đực với một con cái ghép đôi, xây dựng một tổ cồng kềnh dưới bụi cây và cây bụi, và đẻ hai trứng mỗi lần. Tỷ lệ sống sót của chim non là 73-97%. Gần đây, nhờ có sự can thiệp của con người nên khả năng thành công trong sinh sản của Takahē tăng lên đáng kể. Nhưng sự sống sót của Takahē non là tương đối thấp trong tự nhiên so với các loài khác. Các phương pháp như loại bỏ trứng đã thụ tinh hỏng từ tổ và nuôi nhốt con non đã được giới thiệu để quản lý dân số Takahē. Tại các vùng đất bên vịnh hẹp thì Takahē có một mức độ thành công về sản lượng sinh sản cao do các phương pháp quản lý về nuôi ghép sinh sản.